# Excàlibur (pel·lícula)
Excàlibur (títol original en anglès: Excalibur) és una pel·lícula d'aventures fantàstiques i de cavalleria, basada en el cicle arturià. Va ser dirigida per John Boorman i estrenada el 1981, i va estar nominada a l'Oscar a la millor fotografia 1981. Aquesta pel·lícula ha estat doblada al català.

## Argument
El rei Uther Pendragon rep de Merlí l'espasa Excàlibur, amb la qual ha d'unificar la terra. Però la seva passió per Igerna, l'esposa del duc de Cornualla, arruïna les esperances de pau de Merlí. L'encantador accedeix a la demanda d'Uther d'oferir-li una nit amb l'objecte del seu desig, però reclama a canvi la fruita dels seus amors. Espera trobar en aquest nen l'Escollit capaç d'unificar la terra, al contrari d'Uther, que ha perdut la confiança dels seus vassalls. Abans de morir en una trampa, Uther clava Excalibur en una roca. L'espasa no podrà ser alliberada més que per la mà de l'Escollit.
Molts anys més tard, Artús, el fill d'Uther i d'Igerna, criat en una família d'adopció, participa en el torneig havent de designar el campió digne de la prova. El fill il·legítim d'Uther aconsegueix extreure Excalibur de la seva roca i blandar-la: esdevé així el nou rei de la Gran Bretanya, destinat a posar fi a llargs anys de guerra. Però els senyors de guerra no volen un senzill genet com a rei, i una batalla té lloc a continuació. El rei Artús, gràcies a la seva grandària d'ànima, aconsegueix crear una aliança al voltant d'ell, i amb el suport dels seus cavallers i de Merlí, el regne és de nou unificat.
Alguns anys més tard, es casa amb Ginebra i crea la confraria dels Cavallers de la Taula Rodona. La seva trobada amb Lancelot, el millor dels cavallers, significa la fi de l'harmonia: Lancelot i Ginebra s'enamoren un de l'altre, i la seva traïció envers Artús comporta el caos. La fada Morgana, filla d'Igerna, s'apodera dels secrets de Merlí, i aconsegueix seduir el seu germanastre Artús per engendrar un nen incestuós, Mordred. Amb aquest fill, es revoltarà contra el Rei i dirigirà la desolació sobre la terra desunida. La cerca del Sant Greal serà l'última esperança de redempció del regne.

## Repartiment
| Intèrpret        | Personatge        | Veu en català         |
| ---------------- | ----------------- | --------------------- |
| Nigel Terry      | Rei Artús         | Miquel Cors           |
| Helen Mirren     | Fada Morgana      | Mercè Sampietro       |
| Cherie Lunghi    | Reina Ginebra     | Maifé Gil             |
| Paul Geoffrey    | Perceval          | Salvador Vives        |
| Nicol Williamson | Merlí             | Felip Peña            |
| Robert Addie     | Mordred           | Joan Pera             |
| Gabriel Byrne    | Uther Pendragon   | Joaquim Díaz          |
| Keith Buckley    | Urien             | Isidro Sola           |
| Katrine Boorman  | Igerna            | Marta Angelat         |
| Patrick Stewart  | Leodogran         | Josep Maria Alarcón   |
| Niall O'Brien    | Kay               | Josep Maria Ullod     |
| Liam Neeson      | Gauvain           | Joaquín Muñoz         |
| Nicholas Clay    | Lancelot          | Pep Torrents          |
| Clive Swift      | Sir Hector        | Josep Maria Angelat   |
| Ciarán Hinds     | Lot               | Carles Sales          |
| Charley Boorman  | Mordred (nen)     | Glòria Roig           |
| Eamon A. Kelly   | Abat              | Vicenç Manel Domènech |
| Veu              | Veus addiccionals | Núria Cugat           |
| Veu              | Veus addiccionals | Albert Díaz           |
| Veu              | Veus addiccionals | Manuel Lázaro         |

## Comentaris[calcitació]
Aquesta obra violenta, barroca i lírica, és una adaptació fidel de La mort d'Artús, de Sir Thomas Malory, de 1485
L'atmosfera molt fosca i misteriosa de la pel·lícula deu molt a les músiques de Richard Wagner: el preludi de Tristany i Isolda, el de Parsifal, i sobretot la Marxa fúnebre de Siegfried treta de Götterdämmerung. El cèlebre preludi O Fortuna de la cantata Carmina Burana de Carl Orff és començada igualment moltes vegades per representar les escenes heroiques.

## Al voltant de la pel·lícula[calcitació]
- La pel·lícula ha estat rodada a Irlanda als comtats de Wicklow, Tipperary i Kerry.
- Abans de la sortida de la pel·lícula, la seva duració prevista era de prop de tres hores. Van ser tallades algunes escenes, entre les quals la que Lancelot es llança al socors de Ginebra, atacada per bandits en un bosc.
- Segons el director John Boorman, les escenes d'amor al bosc entre Lancelot i Ginebra van ser filmades en una nit molt freda. Nicholas Clay i Cherie Lunghi van insistir tanmateix a rodar l'escena nus.
- Destacar l'evolució de les armadures a la pel·lícula. Abans de l'arribada de Lancelot, els cavallers porten armadures fosques i apagades. Entre l'arribada de Lancelot i la rebel·lió de Mordred, adopten la seva armadura brillant i cromada. En resposta a la rebel·lió de Mordred, tornen a l'antiga armadura apagada. La batalla final entre els homes d'Artús i els de Mordred destaca les armadures brillants del primer i les fosques del segon.
- El combat entre Lancelot i Arthur ha estat rodat a Powerscourt a Irlanda.
- El vestit de núvia de Ginebra ha estat fabricada amb centenars de perles. Joves núvies van demanar debades tenir-lo.
- L’Stonehenge que es veu en el moment de la batalla final és fals.
- Helen Mirren i Nicol Williamson eren reticents a treballar junts. Aquest antagonisme datava d'alguns anys, quan treballaven junts a l'obra Macbeth.
- Va ploure durant tot el rodatge, cosa que va propiciar una llum obaga a la pel·lícula.
- Van ser els començaments de Gabriel Byrne i de Liam Neeson en el cinema.
- John Boorman ha declarat que Excàlibur i el Sant Greal utilitzats a la pel·lícula són ara al seu domicili.
- La mà que agafa Excalibur és la de Telsche Boorman, filla del director, que es trobava sota l'aigua.